# Microdon taiwanus
Microdon taiwanus är en tvåvingeart som beskrevs av Matsumura 1931. Microdon taiwanus ingår i släktet myrblomflugor, och familjen blomflugor.
Artens utbredningsområde är Taiwan. Inga underarter finns listade i Catalogue of Life.